# Шаракап
Шаракап (каз. Шарақап) — упразднённое село в Теректинском районе Западно-Казахстанской области Казахстана. Входило в состав Фёдоровского сельского округа. Ликвидировано в 2011 г. Код КАТО — 276230106.

## Население
В 1999 году население села составляло 41 человек (23 мужчины и 18 женщин). По данным переписи 2009 года, в селе проживало 6 человек (5 мужчин и 1 женщина).